# General Motors A-1
А-1 (англ. General Motors A-1, словесное название — Bug, «жук») — обозначение «воздушной торпеды» (самолёта-снаряда) с винтовым поршневым двигателем, разработанного армейской авиацией США в начале Второй мировой войны. Проект был начат ещё в 1938 году с целью создания беспилотного аппарата, способного поражать площадные цели на расстоянии. В 1943 году снаряд был испытан, но так как его характеристики уже совершенно не удовлетворяли ситуации современной войны, программа была закрыта.

## История

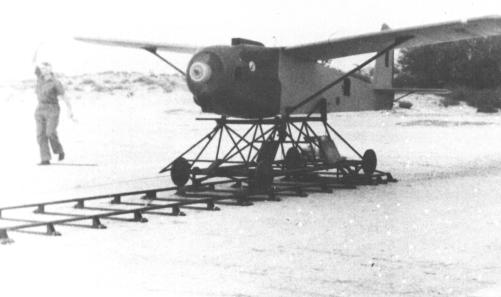
General Motors A-1

Еще в Первую мировую войну, Армия США разработала ряд прототипов управляемых самолётов-снарядов с поршневыми двигателями, предназначенных для бомбардировки площадных целей (городов) без риска для лётчиков. Небольшие размеры таких снарядов должны были чрезвычайно затруднить противодействие им зенитной артиллерией или авиацией противника, а низкая точность в то время практически не имела значения, так как из-за отсутствия прицельных приспособлений, обычные бомбардировки были почти столь же неточными. Несколько видов таких снарядов — Kettering Bug и Sperry Flying Bomb были созданы и испытаны с достаточно хорошим результатом, но завершение войны помешало их боевому применению.
В 1938 году, всё тот же Чарльз Кеттеринг, уже работая на General Motors, предложил армии США идею воздушной торпеды нового поколения. Радиоуправляемый аппарат, согласно расчётам, мог поразить цель площадью в 5 квадратных километров на дистанции до 32 км, являясь, таким образом, уже скорее аналогом тяжелой артиллерии чем авиации. Армия заинтересовалась предложением и после ряда проведенных исследовательских работ, в феврале 1941 разместила заказ на 10 экспериментальных машин улучшенного образца, с существенно увеличенной дальностью. Официально летающая бомба обозначалась как General Motors A-1.

## Конструкция
Летающая бомба General Motors была довольно простым и дешёвым высоконесущим монопланом, оснащенным маломощным поршневым двигателем в 200 л.с. Размах её крыла не превышал 6,43 метра. Хвостовое оперение было обычной схемы, с вертикальным и горизонтальными рулями.
Бомба управлялась инерциальной системой наведения, использующей электрические гироскопы. Параллельно с ней, устанавливалась радиокомандная система наведения, но неизвестно, какая именно должна была применяться, если бы бомба поступила на вооружение. Поздние модели в дополнение к радиокомандной системе наведения несли телекамеру, позволяющую пилоту отслеживать полет бомбы.
Запуск бомбы осуществлялся с рельсовой двухосной тележки. Бомба должна была нести заряд взрывчатки в 225 кг на дистанцию до 640 километров. Скорость её полета не превышала 320 км/ч.

## Испытания
Серия испытаний была проведена в ноябре-декабре 1941 года. Результаты были малоудовлетворительными - первая А-1 разбилась сразу же после старта, последующие образцы также летали неуверенно. Инерциальное управление и радиоконтроль работали одинаково плохо. В марте 1942 были проведены ещё три серии лётных испытаний, но управление по-прежнему не работало адекватно.
Тем не менее, Армия не утратила интереса к проекту, рассматривая его как дешёвое средство бомбардировки площадных целей с наземных позиций. В середине 1942 года, проект был пересмотрен. В системе управления была добавлена транслирующая телекамера в носовой части и новая стартовая тележка на монорельсовой базе. Ещё ряд испытаний был проведён с июля 1942 по май 1943, но результаты по-прежнему не были удовлетворительны.
Самое же главное, характеристики бомбы уже не соответствовали требованиям времени. Появление радаров сделало небольшие медленно летящие беспилотные снаряды слишком уязвимыми: в то же время низкая скорость бомбы делала её легкоуязвимой для любого обстрела или атаки истребителей. В результате, в сентябре 1943 года программа была закрыта, но полученные наработки использовались в работе над последующими моделями управляемых систем вооружений.

## Лётно-технические характеристики
Источник:
- Размах крыльев — 6431 мм (21,1 фут)
- Длина — 4968 мм (16,3 футов)
- Стартовая масса — 635 кг (1400 фунтов)
- Масса боевой части — 227 кг (500 фунтов)
- Мощность двигателя — 200 амер. л.с.
- Маршевая скорость — 322 км/ч (200 миль в час)
- Дальность полёта — 644 км (400 миль)